# Пальми
Па́льми (итал. Palmi [ˈpalmi], сиц. Parmi, лат. Palmae, Palmi, De Palmis, Palma, Parma) — город в Италии, расположен в области Калабрия, подчиняется административному центру Реджо-Калабрия.
Население составляет 19 523 человека (на 2004 г.), плотность населения — 620 чел./км². Занимает площадь 31 км². Почтовый индекс — 89015. Телефонный код — 0966.
Покровителем коммуны почитается святой Николай Чудотворец. Праздник ежегодно отмечается 6 декабря.

## Города-побратимы
- Виареджо, Италия
- Варацце, Италия